# Ardit Beqiri
Pour les articles homonymes, voir Beqiri.
Ardit Beqiri, est un footballeur albanais né le 13 février 1979 à Shkodër.